# Printf

printf 함수의 예

printf 함수는 일반적으로 몇 가지 프로그래밍 언어와 연결된 함수의 일종이다. 다양한 자료형 변수를 문자열로 변환하는 방식을 지정해주는 형식 문자열(format string)인 문자열 변수를 받아들인다. 이 문자열은 기본적으로 표준 출력 시스템에 인쇄된다.
이에 대한 변종으로 fprintf, sprintf에서부터 vprintf, vfprintf, vsprintf, vsnprintf, vasprintf 등이 있다.

## 일반적인 예
일반적인 프로그래밍 언어에서는 다음과 같은 형식으로 printf를 이용한다.
```
int
 
printf
(
const
 
char
 
*
format
,
 
...)

```

## 프로그래밍 언어에서의 사용

### C 언어
```
printf
(
"문자열 %s, 정수 %d, 16진수 %#x, 소숫점 %3.2, 자른 문자열 %.*s 
\n
"
,
 
"test"
,
 
20
,
 
0xf747
,
 
3.1415f
,
 
3
,
 
"toast"
);

```

이 코드는 다음과 같이 출력한다
```
문자열 test, 정수 20, 16진수 0xf747, 소숫점 3.14, 자른 문자열 toa
```

## 일반적인 변종 함수

### fprintf
```
char
 
fprintf
(
FILE
 
*
stream
,
 
const
 
char
 
*
format
,
 
...)

```

### sprintf
```
int
 
sprintf
(
char
 
*
str
,
 
const
 
char
 
*
format
,
 
...)

```

sprintf()는 스트림(char 변수이름[])에 기존에 있던 내용을 지우고 그 곳에다가 'const char *format'부분에다 쓴 내용을 넣는다.
```
#include
<stdio.h>

int
 
main
(
void
)

{

    
char
 
text
[
11
];

    
sprintf
(
text
,
"ABCDEFGHIJ"
);

    
printf
(
"%s"
,
text
);

    
return
 
0
;

}

```

출력:
```
ABCDEFGHIJ

```

### vprintf, vfprintf, vsprintf, vsnprintf, and vasprintf
```
#include
 
<stdio.h>

/* va_list versions of above */

int
 
vprintf
(
const
 
char
 
*
format
,
 
va_list
 
ap
);

int
 
vfprintf
(
FILE
 
*
stream
,
 
const
 
char
 
*
format
,
 
va_list
 
ap
);

int
 
vsprintf
(
char
 
*
str
,
 
const
 
char
 
*
format
,
 
va_list
 
ap
);

int
 
vsnprintf
(
char
 
*
str
,
 
size_t
 
size
,
 
const
 
char
 
*
format
,
 
va_list
 
ap
);

int
 
vasprintf
(
char
 
**
ret
,
 
const
 
char
 
*
format
,
 
va_list
 
ap
);

```

이 함수들은 일부 printf가 구현되어 있지 않은 임베디드 시스템에서 직접적인 구현을 위해 사용된다.

## printf를 이용하는 프로그래밍 언어
- AMPL
- awk
- 본 셸 (sh) 및 파생물(콘 셸 (ksh), bash, Z 셸 (zsh)
- C
  - C++
  - 오브젝티브-C
- 클로저
- D
- F#
- GNU MathProg
- GNU 옥타브
- Go
- 하스켈
- 자바 (1.5 버전 이후)
- 메이플
- Mathematica
- MATLAB
- Mythryl
- Objective Caml
- PHP
- 파이썬 (% 연산자 사용)
- 펄
- R
- 루비
- Vala (print() 및 FileStream.printf()을 통해)

## 같이 보기
- C 표준 라이브러리
- 형식 문자열 공격
- iostream
- scanf